# 姆博伊毛鼻鯰
姆博伊毛鼻鯰，為輻鰭魚綱鯰形目毛鼻鯰科的其中一種，為熱帶淡水魚，分布於南美洲巴西伊瓜蘇河、巴拉那河流域，體長可達12.6公分，棲息在底層水域，生活習性不明。

## 扩展阅读
維基物種上的相關：姆博伊毛鼻鯰